# Купчинський Богдан Іванович
Богдан Іванович Купчинський (*13 серпня 1961 року, Тишківці) — український історик-краєзнавець, культурно-громадський діяч, підприємець та меценат. Дослідник Покуття, член Національної спілки краєзнавців.

## Книги
- Купчинський Б. Історія Тишківців (в датах, подіях, фактах) / Б. Купчинський; за ред. П. С. Федорчака.— Івано–Франківськ: Нова Зоря, 1999.— 272 с.
- Купчинський Б. Вікно: історія села від найдавніших часів до наших днів/ Б. Купчинський.— Івано-Франківськ: Сіверсія, 2001.— 360 с. : іл.- ISBN 966-7515-12-5: